# La Perle (St. Lucia)
La Perle ist eine Siedlung im Quarter (Distrikt) Laborie im Süden des Inselstaates St. Lucia in der Karibik. 

## Geographie
Die Siedlung liegt im Süden der Insel, zwischen den Flüssen Balembouche River und Piaye River und nördlich und oberhalb von Piaye. Der Ort liegt im Tal der Ravine Mahaut am Hang des Morne Le Blanc, außerdem liegen im Umkreis die Siedlungen Balembouche (W), Balca (NW), Londonderry (NO) und Saphire (O).

## Klima
Nach dem Köppen-Geiger-System zeichnet sich La Perle durch ein tropisches Klima mit der Kurzbezeichnung Af aus.